# Hugo Alarcón
Hugo Andrés Alarcón Abarzúa (Collipulli, Región de la Araucanía; 11 de enero de 1993-Chile, 11 de enero de 2019) fue un futbolista chileno. Jugaba de mediocampista y su último equipo fue Iberia.

## Trayectoria
Surgido de las inferiores de Universidad Católica, debutó en el primer equipo el 23 de julio de 2013, en el triunfo 4-0 frente a Barnechea por la Copa Chile, ingresando por el jugador Camilo Peña en el minuto '62 del encuentro.
Al no tener continuidad en el cuadro cruzado, en el año 2014 fue enviado a préstamo a Deportes Pintana por un año. En el año 2015 nuevamente fue cedido, esta vez a Deportes Linares, y al año siguiente firmó contrato con Deportes Melipilla, donde estuvo por una temporada y media. A inicios de 2018 se integró a Deportes La Serena.
Fue hallado sin vida en su departamento el 11 de enero de 2019, el mismo día en que cumplía 26 años de edad, sin darse a conocerse las causas. Su muerte causó gran conmoción en el medio futbolístico chileno. Fue sepultado en el Cementerio Municipal de su natal Collipulli.

## Clubes
| Club                 | País  | Año       |
| -------------------- | ----- | --------- |
| Universidad Católica | Chile | 2013-2014 |
| Deportes Pintana     | Chile | 2014-2015 |
| Deportes Linares     | Chile | 2015-2016 |
| Deportes Melipilla   | Chile | 2016-2017 |
| Deportes La Serena   | Chile | 2018      |
| Iberia               | Chile | 2018      |